# Доні-Парк (Аризона)
Доні-Парк (англ. Doney Park) — переписна місцевість (CDP) в США, в окрузі Коконіно штату Аризона. Населення — 5910 осіб (2020).

## Географія
Доні-Парк розташоване за координатами 36°7′30″ пн. ш. 111°14′48″ зх. д. / 36.12500° пн. ш. 111.24667° зх. д. (36.125013, -111.246742).  За даними Бюро перепису населення США в 2010 році переписна місцевість мала площу 23,24 км², уся площа — суходіл.

## Демографія
Згідно з переписом 2010 року, у переписній місцевості мешкало 8611 особа в 2249 домогосподарствах у складі 1796 родин. Густота населення становила 370 осіб/км².  Було 2465 помешкань (106/км²).
Расовий склад населення:
| - 92,4 % — корінних американців - 4,4 % — білих - 0,8 % — азіатів - 0,3 % — чорних або афроамериканців |

До двох чи більше рас належало 1,7 %. Частка іспаномовних становила 3,3 % від усіх жителів.
За віковим діапазоном населення розподілялося таким чином: 34,5 % — особи молодші 18 років, 58,6 % — особи у віці 18—64 років, 6,9 % — особи у віці 65 років та старші. Медіана віку мешканця становила 27,0 року. На 100 осіб жіночої статі у переписній місцевості припадало 90,7 чоловіків;  на 100 жінок у віці від 18 років та старших — 85,7 чоловіків також старших 18 років.
Середній дохід на одне домашнє господарство  становив 56 016 доларів США (медіана — 47 091), а середній дохід на одну сім'ю — 55 479 доларів (медіана — 46 520). Медіана доходів становила 41 782 долари для чоловіків та 35 920 доларів для жінок. За межею бідності перебувало 32,4 % осіб, у тому числі 36,1 % дітей у віці до 18 років та 33,4 % осіб у віці 65 років та старших.
Цивільне працевлаштоване населення становило 3593 особи. Основні галузі зайнятості: освіта, охорона здоров'я та соціальна допомога — 48,0 %, мистецтво, розваги та відпочинок — 17,1 %, публічна адміністрація — 10,2 %, роздрібна торгівля — 5,8 %.